# Liste von Persönlichkeiten der Stadt Hattingen
Die folgende Liste beschäftigt sich mit den Persönlichkeiten der Stadt Hattingen.

## Bürgermeister

### 19. Jahrhundert
- 1843–1847: Carl Zahn[1]
- 1847–1849: Mitsdörffer
- 1849–1863: Wilhelm von Hadeln
- 1863–1873: Friedrich Wilhelm Schumacher
- 1874–1891: Wilhelm Schmidt
- 1891–1898: Franz Falke
- 1899–1921: Karl Eigen

### 20. Jahrhundert
- 1921–1934: Hans Keller
- 1934–1945: Karl Heinrich Jordan (NSDAP)
- 1945–1946: Karl Steierwald (SPD)
- 1946–1948: Willi Grobe (SPD)
- 1948–1948: Willi Gerold (SPD)
- 1948–1954: August Ackermann (CDU)
- 1954–1956: Otto Meuser (CDU)
- 1956–1977: Willi Brückner (SPD)
- 1977–1985: Paul Wolf (SPD)
- 1985–1996: Günter Wüllner (SPD)
- 1997–2004: Dieter Liebig (SPD)

### 21. Jahrhundert
- 2004–2015: Dagmar Goch (SPD)

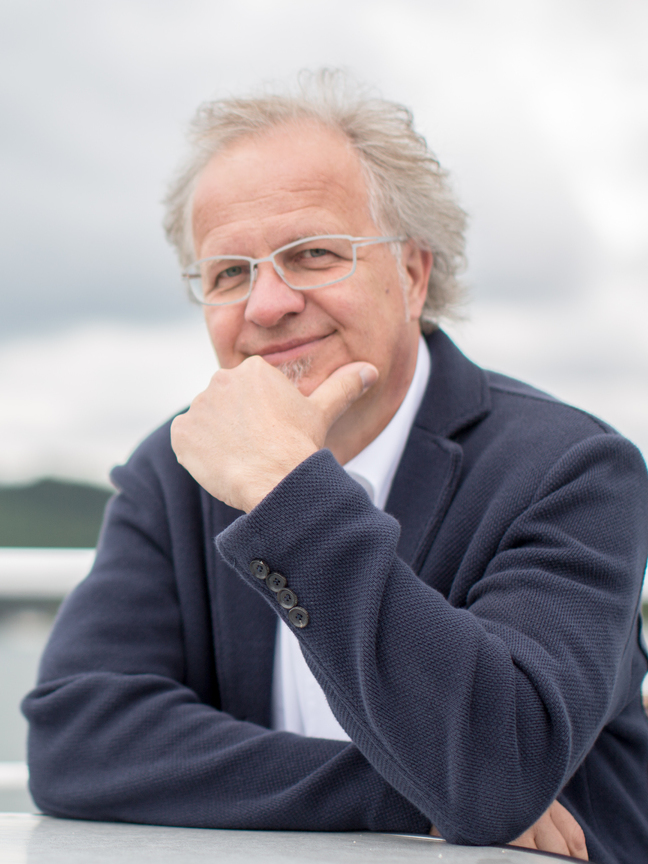
Dirk Glaser, Bürgermeister seit 2015

- 2015–heute: Dirk Glaser (parteilos)

## In Hattingen geborene Persönlichkeiten

### Bis zum 18. Jahrhundert

Louisa Catharina Harkort (1718–1795), deutsche großbürgerliche Unternehmerin.

- Heinrich Cramer von Clausbruch (1515–1599), Großkaufmann und Fernhändler
- Hermann Mercker, auch Märker (1583–1630), evangelischer Pastor, Verfasser der Merkerschen Chronik über Hattingen
- Johann Georg Alberti (1644–1722), Organist und Orgelbauer
- Johannes Christopher Märker (1688 – unbekannt), hochfürstlicher Essendrischer Leibarzt der Fürstäbtissin zu Essen
- Louisa Catharina Harkort geb. Märcker bzw. Märker (1718–1795), eine großbürgerliche historische Unternehmerin aus dem 18. Jahrhundert
- Johann Heinrich Schmidt (1785–1858), Bergbeamter und Firmengründer
- Johann Heinrich Horstmann (1795–1860), Politiker und Bürgermeister von Essen

### 19. Jahrhundert

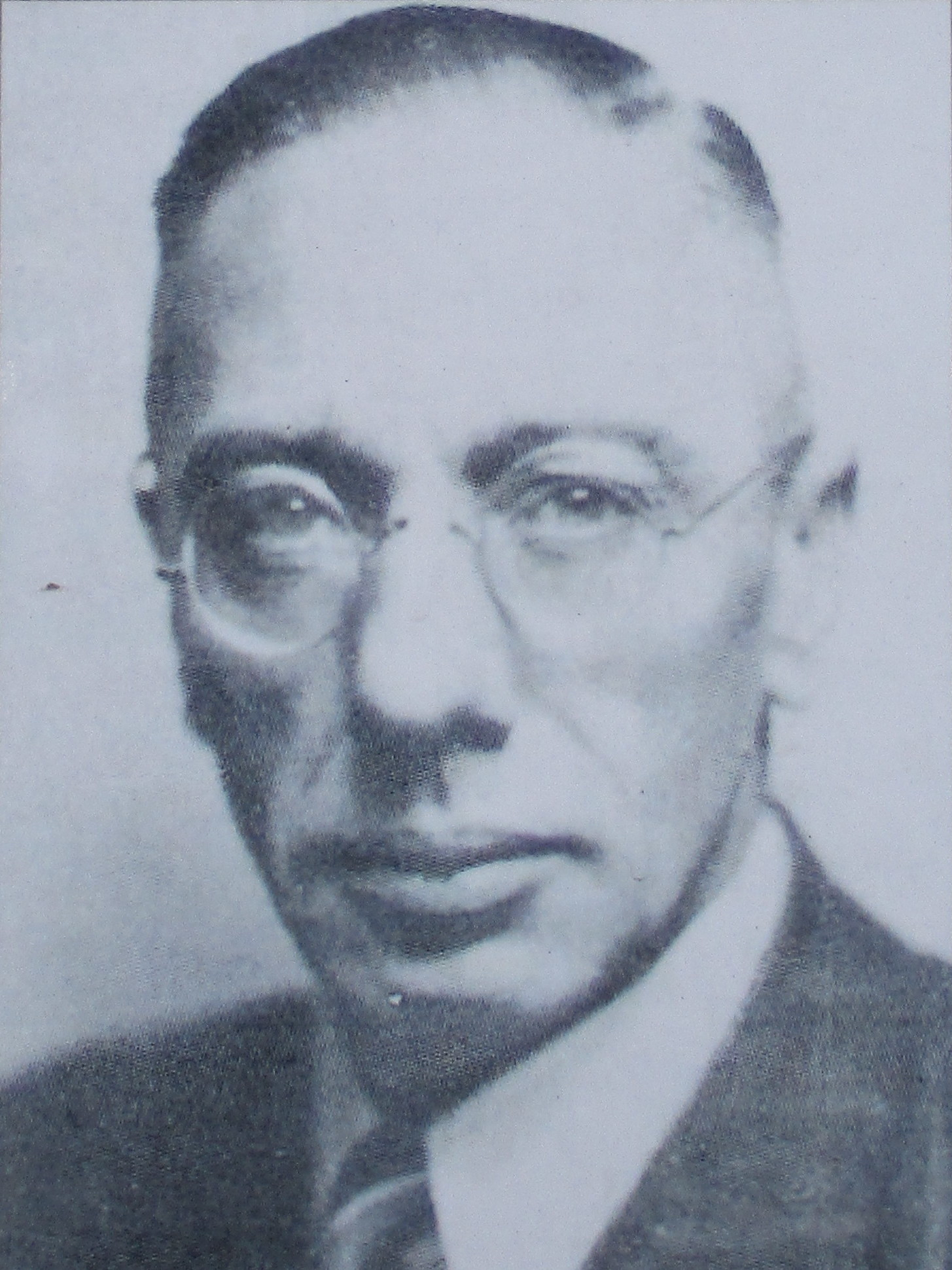
Nikolaus Groß (1898–1945), Widerstandskämpfer gegen den Nationalsozialismus, der 2001 seliggesprochen wurde.

- Gustav Höfken (1811–1889), Politiker und Journalist, 1848 Mitglied der Nationalversammlung in der Paulskirche
- Louise Roth (1857–nach 1927), Schriftstellerin, geboren auf Haus Bruch
- Karl Krampe (1858–1934), Bergmann und Mundartdichter
- Otto Wohlgemuth (1884–1965), Bergmann und Arbeiterdichter
- Emmy Roth, geb. Urias (1885–1942), Silberschmiedin
- Hans Joachim von Neuhaus (1887–1957), Diplomat und Journalist
- Wilhelm Schepmann (1894–1970), Stabschef der SA von 1943 bis 1945
- Otto Striebeck (1894–1972), Journalist und Politiker (SPD), MdB
- Lukas Leiber (1896–1974), Forstbeamter
- Kurt Voß (1896–1939), Journalist
- Nikolaus Groß (1898–1945), Widerstandskämpfer gegen den Nationalsozialismus (2001 seliggesprochen)
- Theoderich Kampmann (1899–1983), katholischer Theologe

### 20. Jahrhundert
- Ernst Beißner (1902–?), SA-Führer
- Heinz Wemper (1903–1985), Schauspieler
- Otto Braunheim (1904–1958), Politiker (NSDAP), Oberbürgermeister von Kamen und Iserlohn
- Erich Warsitz (1906–1983), Testpilot
- Marianne Welter (1907–2004), Sozialarbeiterin, Hochschullehrerin
- Karlheinz Nürnberg (1918–1999), Musikwissenschaftler, Dirigent und Komponist
- Alfred Kern (1919–2001), Autor von Romanen und Gedichten
- Gerd Steierwald (1929–2023), Verkehrswissenschaftler
- Heinz Spielmann (* 1930), Kunsthistoriker und Museumskurator
- Ernst-August Schepmann (* 1931), Schauspieler, Hörspiel- und Hörbuchsprecher
- Walter Froneberg (1932–2017), Kommunalpolitiker (SPD) und Oberbürgermeister der Stadt Wetzlar (1979–97)
- Egon Stratmann (1936–2024), bildender Künstler
- Dieter Rödding (1937–1984), Logiker und Mathematiker
- Heinrich Potthoff (1938–2021), Historiker und Publizist
- Wolfgang Scheid (1942–2009), Fußballspieler und -trainer
- Peter Borjans-Heuser (1948–2020), Lehrer, Lyriker, Rezitator und Sänger
- Hans-Peter Müller (* 1955), Politiker (SPD) und Gewerkschafter
- Jost Gippert (* 1956), Sprachwissenschaftler
- Klaus Sachs-Hombach (* 1957), Philosoph und Medienwissenschaftler, Hochschullehrer
- Uwe Neuhaus (* 1959), Fußballspieler und -trainer
- Jörg Overmann (* 1961), Mikrobiologe und Hochschullehrer
- Harald Siepermann (1962–2013), Zeichner von Comics und Zeichentrickfilmen
- Cathrin Vaessen (* 1962), Schauspielerin und Synchronsprecherin
- Annette Michler-Hanneken (* 1963), Kunstturnerin
- Oliver Kohl (* 1964), Generalmajor des Heeres der Bundeswehr
- Lutz Potthoff (* 1964), Jazzpianist
- Renata Schmidtkunz (* 1964), TV-Moderatorin und Regisseurin
- Jan-Michael Richter alias Jamiri (* 1966), Comiczeichner und -autor
- Anja Schäfer-Bongwald (* 1966), Ruderin
- Ralf Brauksiepe (* 1967), Politiker (CDU)
- Marc Alexander Ullrich (* 1968), Unternehmer
- Daniela Fuß (* 1969), Sportmoderatorin und Journalistin
- Oliver Hahn (* 1969), Medien- und Kommunikationswissenschaftler, Hochschullehrer
- Liane Hegemann (* 1969), Popsängerin; Pseudonym Lyane Leigh
- Dietmar Osthus (* 1969), Romanist
- Stephanie Marra (* 1970), Historikerin
- Stefan Melneczuk (* 1970), Journalist und Schriftsteller
- Rolf Schmiel (* 1973), Psychologe und Fernsehmoderator
- Katrin Bekes (* 1977), Zahnärztin und Hochschullehrerin
- Matthias Hauer (* 1977), Politiker (CDU)
- Oğuzhan Yazıcı (* 1977), Politiker (CDU)
- Gesa zur Nieden (* 1978), Musikwissenschaftlerin
- Annika Schlitte (* 1981), Philosophin
- Lars Banhold (* 1982), Autor und Literaturwissenschaftler
- Daniel Aßmann (* 1983), Fernsehmoderator
- Julian Greis (* 1983), Schauspieler
- Alexander Thamm (* 1983), Fußballspieler
- Mirkan Aydın (* 1987), Fußballspieler
- Lukas Schmitz (* 1988), Fußballspieler
- Carmen Wegge (* 1989), Politikerin
- Cansin Köktürk (* 1993), Autorin, Sozialarbeiterin und Politikerin
- Lasse Seidel (* 1993), Handballspieler
- Jan Stratmann (* 1995), Triathlet
- Ibrahim Hajtic (* 1998), Fußballspieler

## Bekannte Einwohner und Menschen mit Beziehungen zu Hattingen
- Theresia Albers, Lehrerin und Ordensgründerin
- Mathilde Franziska Anneke, bedeutende Frauenrechtlerin und Gegnerin der Sklaverei
- Uli Auffermann, Schriftsteller, Fotograf und Journalist
- Hans-Jürgen Augstein, ehemaliger Bundestagsabgeordneter und Stadtdirektor
- Andreas Bieber, Sänger und Schauspieler
- Maik Cioni, deutsch-italienischer Radrennfahrer und ehemaliger Bundesliga-Wasserballspieler
- Regina van Dinther, ehemalige Landtagspräsidentin des 14. Landtages in NRW
- Armin Eichholz, olympische Goldmedaille im Rudern (Achter) 1988 in Seoul, olympische Bronzemedaille (Achter) 1992 in Barcelona, Weltmeister (Vierer mit Steuermann) 1991 in Wien
- Dirk Glaser, Journalist, Buchautor, Moderator und Agenturgeschäftsführer, Bürgermeister der Stadt Hattingen
- Frida Gold, Musikband
- Xandra Hag, deutsche Sängerin
- Julius Philipp Heintzmann (1745–1794), Bergmeister, größter Zechenbesitzer im Ruhrgebiet, Ehefrau besaß das Landgut Haus Weile
- Jürgen Winfried Klein, Nachrichtentechniker und ab 1973 Lehrstuhlinhaber für Elektronik in Bochum[2]
- Wolfgang Köllmann, Historiker, Ratsmitglied und Bürgermeister
- Otto König, Gewerkschafter und Publizist
- Boris Konrad, Neurowissenschaftler und mehrfacher Weltmeister im Gedächtnissport
- Christos Manazidis, Gründer des Youtube-Kanals Bullshit TV, Musiker, Künstler und Reality-TV Teilnehmer
- Marie-Luise Marjan, Schauspielerin
- Siegfried Maruhn (1923–2011), Journalist und Buchautor
- Jürgen Mayer, Hörfunk-Moderator und Journalist
- Philipp Alexander (* 1990) und Jan Sebastian Meichsner (* 1986), Gründer des Youtube-Kanals Bullshit TV, Moderatoren, Entertainer und Podcaster
- Mirjam Müntefering, Schriftstellerin
- DJ Quicksilver, DJ und Musikproduzent
- Marlene Schmidt, erste deutsche Miss Universe
- Franz Seinsche, katholischer Priester und Jugendbuchautor
- Erwin Sellering, Ministerpräsident von Mecklenburg-Vorpommern
- Karl Vaupel, Lehrer, Reformpädagoge und Dichter, Mitglied der Künstlervereinigung Ruhrland
- Christian-Georg Warlich, Weltmeister im Rudern (Leichtgewichts-Einer) 1980 in Hazewinkel, Siebenfacher Deutscher Meister im Leichtgewichts-Einer 1978–1980 und 1984–1987
- Wolfgang Zerna, Bauingenieur, Ingenieurwissenschaftler für Mechanik und ordentlicher Professor für Konstruktiven Ingenieurbau in Hannover und Bochum, lebte in Hattingen